# Дівчинка шукає батька
«Дівчинка шукає батька» (рос. «Девочка ищет отца») — радянський художній фільм, поставлений на кіностудії «Білорусьфільм» у 1959 році режисером Левом Голубом за однойменною повістю Євгена Рисса.

## Сюжет
Маленька дочка партизанського командира під час війни залишилася одна на білоруській землі, окупованій гітлерівцями. Дівчинку в лісовому будиночку переховує старий лісник, гітлерівці шукають її, сподіваючись використати як заручницю.

## У ролях
- Анна Каменкова — Лена
- Володимир Гуськов — Янка, онук лісника
- Микола Бармін — батько Панас, командир партизанського загону, секретар райкому партії Микулич
- Володимир Дорофєєв — лісник
- Анна Єгорова
- Євген Григор'єв
- Костянтин Барташевич
- Борис Кудрявцев
- Євген Полосин

## Творча група
- Сценарій: Кастусь Леонтійович, Євген Рисс
- Режисер-постановник: Лев Голуб
- Оператори-постановники: Олег Авдєєв, Ізраїль Пікман
- Художник-постановник: Юрій Буличов
- Композитори: Юрій Бельзацький, Володимир Оловников

## Кінопремії
- Міжнародний кінофестиваль в Мар-дель-Плата (Аргентина, 1960) — Спеціальна премія Анні Каменковій за найкращу дитячу роль
- ІІ Міжнародний кінофестиваль фільмів про сім'ю у Віченці (Італія, 1965) — II премія фільму і Приз «Золота пластина» художнику Юрію Буличову